# Pascal Fuhlbrügge
Pascal Fuhlbrügge (* 24. Mai 1965 in Uetersen) ist ein deutscher Musiker.

## Leben
Er ist als Solokünstler und Mitglied verschiedener Bands tätig und eine der entscheidenden Figuren der so genannten Hamburger Schule: Pascal Fuhlbrügge war nicht nur Gitarrist bei der Hamburger-Schule-Ur-Band Kolossale Jugend, sondern neben Carol von Rautenkranz auch Mitbegründer des Plattenlabels L’age d’or, auf dem anfangs fast alle Hamburger-Schule-Bands veröffentlichten. Später tendierte Fuhlbrügge – nach einem einschneidenden Erlebnis im Tresor (Club) in Berlin – in Richtung elektronische Musik. Er veröffentlicht zusammen mit Jimi Siebels als Sand11 und ist Mitglied der Band Novack.
Daneben hat er auch immer wieder Remixe hergestellt und Alben von Hamburger Künstlern wie z. B. von Hans Platzgumer mitproduziert. 2006 erschien sein erstes Soloalbum und seitdem absolvierte er auch viele Soloauftritte. Im April 2010 erschien sein zweites Soloalbum Enthusiasm.
Des Weiteren verfasste er einige Artikel und Rezensionen für die Tageszeitung junge Welt, mittlerweile ist er nicht mehr für diese tätig.
2009 hat Fuhlbrügge verschiedene Theatermusiken für die Regisseurinnen Gudrun Lange, Eva Löbau und Charlotte Pfeifer erstellt.
Pascal Fuhlbrügge lebt in Hamburg.

## Diskografie
- 2006: CD1 (CD)
- 2007: (als) Fuhlbrügge Rellöm / Rellöm Fuhlbrügge – Haushaus (Samplerbeitrag auf Vinyl Pudelprodukte 5 + 6, vom Hamburger Golden Pudel Club veröffentlicht)
- 2008: mit A Different Jimi - The Belles / Two Deep (12" Vinyl / it’s)
- 2010: Enthusiasm (CD)